# Home Fleet
Home Fleet (ang. Flota Ojczysta) – istniejąca od 1902 roku z przerwami do 1967 roku flota brytyjskiej Royal Navy. Przechodziła w tym czasie szereg przekształceń organizacyjnych. Jej zadaniem była obrona wód terytorialnych Zjednoczonego Królestwa.
Home Fleet utworzono w 1902 roku jako jednostkę administracyjną, skupiającą znajdujące się w różnych portach brytyjskich przestarzałe okręty, używane jako jednostki strażnicze portów. Wiosną 1904 roku wzmocniono ją o sześć pancerników, lecz 1 stycznia 1905 roku, w ramach reform Johna Fishera przemianowano ją na Channel Fleet. Ponownie utworzono Home Fleets (Floty Ojczyste), składające się z trzech flot, 1 maja 1912 roku. Obejmowały one wówczas większość dużych okrętów Royal Navy, zgrupowanych przede wszystkim w Pierwszej Flocie (First Fleet), obejmującej najnowocześniejsze pancerniki.
Podczas pierwszej wojny światowej nazwę Pierwszej Floty Home Fleet zmieniono na Grand Fleet (Wielka Flota). W 1932 roku nadano nazwę Home Fleet dotychczasowej Flocie Atlantyku. W 1944 roku, po rozprawieniu się z III Rzeszą na wodach europejskich, większość okrętów Home Fleet została skierowana na Daleki Wschód do walki z Japonią.
Naczelnymi dowódcami Home Fleet w czasie drugiej wojny światowej byli admirałowie:
- Charles Forbes (kwiecień 1938 – grudzień 1940)
- John C. Tovey (grudzień 1940 – maj 1943)
- Bruce Fraser (maj 1943 – 13 czerwca 1944)
- Henry Moore (14 czerwca 1944 – 25 listopada 1945)